# Zebedeo

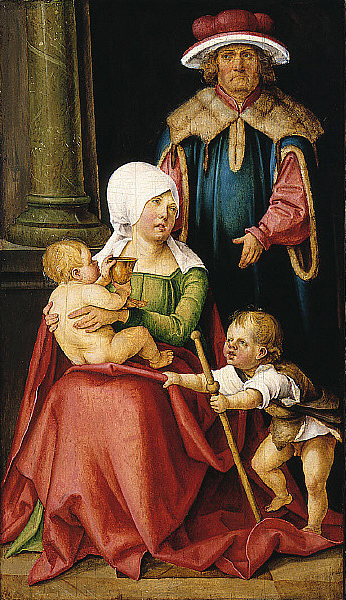
Salomè, Zebedeo e i loro figli Giovanni e Giacomo, dipinto di Hans Süß von Kulmbach (Saint Louis Art Museum, Saint Louis, Missouri)

Secondo i Vangeli Zebedeo, da Zebadiah, o anche Zabdi, marito di Salomè, fu il padre di Giacomo il Maggiore e Giovanni, due dei dodici apostoli di Cristo, nati entrambi a Betsaida in Galilea, nei pressi del lago di Genezareth, ed originariamente dediti a loro volta all'attività della pesca. Gesù chiamò Giacomo e Giovanni, figli di Zebedeo, Boanerghes, ovvero "figli del tuono".
Zebedeo non era un semplice pescatore ma un vero e proprio imprenditore della pesca in quanto aveva alle sue dipendenze delle maestranze.
È nominato nei seguenti versetti: 
- Matteo 4,21;10,2;20,20;26,37;27,56[1]
- Marco 1,19-20;3,17;10,35[2]
- Luca 5,10[3]
- Giovanni 21,2[4]

Nel Vecchio Testamento (Nehemia 11,17), viene ricordato un altro Zebedeo, figlio di Asaf.